# Euro house
Euro house, também escrito Eurohouse ou Euro-house, é um subgênero musical de música eletrônica que se desenvolveu na Europa no final dos anos 1980 e início dos anos 1990, como resultado da fusão entre a House music e o Eurodance. Em sua forma típica, a euro house é caracterizada por ritmos 4/4 repetitivos, em um tempo que varia entre 120 a 130 BPM e por ter mais ênfase nos instrumentos do que na melodia.